# Лейк-Роял (Північна Кароліна)
Лейк-Роял (англ. Lake Royale) — переписна місцевість (CDP) в США, в окрузі Франклін штату Північна Кароліна. Населення — 3392 особи (2020).

## Географія
Лейк-Роял розташований за координатами 35°57′50″ пн. ш. 78°11′30″ зх. д. / 35.96389° пн. ш. 78.19167° зх. д. (35.963945, -78.191731).  За даними Бюро перепису населення США в 2010 році переписна місцевість мала площу 18,14 км², з яких 16,75 км² — суходіл та 1,40 км² — водойми.

## Демографія
Згідно з переписом 2010 року, у переписній місцевості мешкало 2506 осіб у 1066 домогосподарствах у складі 762 родин. Густота населення становила 138 осіб/км².  Було 2094 помешкання (115/км²).
Расовий склад населення:
| - 82,1 % — білих - 14,5 % — чорних або афроамериканців - 0,7 % — корінних американців - 0,5 % — азіатів |

До двох чи більше рас належало 1,6 %. Частка іспаномовних становила 2,3 % від усіх жителів.
За віковим діапазоном населення розподілялося таким чином: 20,9 % — особи молодші 18 років, 63,1 % — особи у віці 18—64 років, 16,0 % — особи у віці 65 років та старші. Медіана віку мешканця становила 45,0 року. На 100 осіб жіночої статі у переписній місцевості припадало 101,9 чоловіків;  на 100 жінок у віці від 18 років та старших — 97,4 чоловіків також старших 18 років.
Середній дохід на одне домашнє господарство  становив 56 918 доларів США (медіана — 43 433), а середній дохід на одну сім'ю — 59 980 доларів (медіана — 47 400). За межею бідності перебувало 6,5 % осіб, у тому числі 16,7 % дітей у віці до 18 років та 6,7 % осіб у віці 65 років та старших.
Цивільне працевлаштоване населення становило 1330 осіб. Основні галузі зайнятості: роздрібна торгівля — 30,2 %, фінанси, страхування та нерухомість — 15,7 %, виробництво — 14,8 %.